# Phare d'Harlingen
Le phare d'Harlingen est un phare inactif situé dans la ville d'Harlingen, province de Frise aux Pays-Bas. Il est maintenant utilisé comme hôtel.
Il est classé monument national en 1980 par l'Agence du patrimoine culturel des Pays-Bas .

## Histoire
Le phare se trouve au centre des quais du port d'Harlingen dur la mer des Wadden. Le même site avait déjà été utilisé pour au moins deux phares antérieurs.Le premier était une tour carrée sur une forteresse qui avait été construite vers 1750 et démolie en 1872. Le second était une tour hexagonale en bois peinte en rouge avec des bandes blanches qui a été exploitée entre 1904 et 1921.
Le phare actuel a été conçu par l'architecte C. Jelsma' et construit entre 1920 et 1922. Sa lanterne est de style Art déco. Le phare d'Harlingen faisait partie d’un réseau de vingt lumières le long de la côte néerlandaise, dont dix-huit restent opérationnelles. Les chenaux et l'embouchure du port ont été remodelés pour que ce phare ne soit plus nécessaire.
Il est entré en service en 1922 et sa lumière a été éteinte en 1998. Entre 1998 et 1999, le phare a été restauré par l'architecte B. Pietersma. Le phare est maintenant une propriété privée et propose un hébergement hôtelier unique sur trois niveaux pouvant accueillir deux personnes.

## Description
Ce phare  est une tour quadrangulaire en brique et béton, avec une galerie et une lanterne de 24 m de haut. La tour est peinte en blanc et la lanterne a un dôme noir.
Identifiant : ARLHS : NET-009 - ex-Amirauté : B0914.2 .
|          |
| Le phare |

|          |
| Le phare |

### Lien connexe
- Liste des phares des Pays-Bas